# Các tòa nhà tưởng niệm SNP ở Banská Bystrica
Các tòa nhà tưởng niệm SNP ở Banská Bystrica (tiếng Slovakia: Pamätné budovy SNP  v Banská Bystrica) là một tập hợp các tòa nhà ở thành phố Banská Bystrica, Slovakia. Các tòa nhà này gắn liền với các sự kiện và tổ chức của cuộc Khởi nghĩa Quốc gia Slovakia (SNP). Trong đó, quan trọng nhất là trụ sở của Hội đồng quốc gia nổi dậy Slovakia, Ủy ban, Đài phát thanh, Quân đội Tiệp Khắc thứ nhất và các cơ quan tự quản. Theo Nghị quyết của Chính phủ SSR ngày 15 tháng 9 năm 1982, số 255, các tòa nhà này được công nhận là di tích văn hóa quốc gia.

## Danh sách các tòa nhà tưởng niệm trong Nghị quyết
- Tượng đài cuộc Khởi nghĩa Quốc gia Slovakia với khu phức hợp - bờ kè Các anh hùng Dukel
- Tòa nhà tưởng niệm - trụ sở của Ủy ban Trung ương Đảng Cộng sản Slovakia trong cuộc Khởi nghĩa Dân tộc Slovakia tại số 8 phố Národná
- Tòa nhà tưởng niệm - trụ sở của Hội đồng Quốc gia Slovakia trong cuộc Khởi nghĩa Quốc gia Slovakia tại số 10 phố Skuteckého[2]
- Tòa nhà tưởng niệm - trụ sở của Bộ Tổng tham mưu của các đơn vị đảng phái tại số 14 Quảng trường SNP
- Trường kỹ thuật quân sự - tòa nhà tưởng niệm tại số 7 phố Binh đoàn
- Tòa nhà Quốc gia - tòa nhà tưởng niệm Đại hội thống nhất vào năm 1944 tại số 11 phố Národná
- Tòa nhà tưởng niệm Tuyên ngôn của cuộc Khởi nghĩa Quốc gia Slovakia tại số 21 phố Horná[3]